# Richard Ravalomanana
Richard Ravalomanana (ur. 14 grudnia 1959) – polityk malgaski. Wybrany 12 października 2023 na prezydenta Senatu Madagaskaru 15 głosami za, przy trzech senatorach nieobecnych. 27 października 2023 przejął też tymczasowo obowiązki głowy państwa, które pełnił do 16 grudnia 2023, do zaprzysiężenia Andry Rajoelina na kolejną kadencję.